# Tarninówka

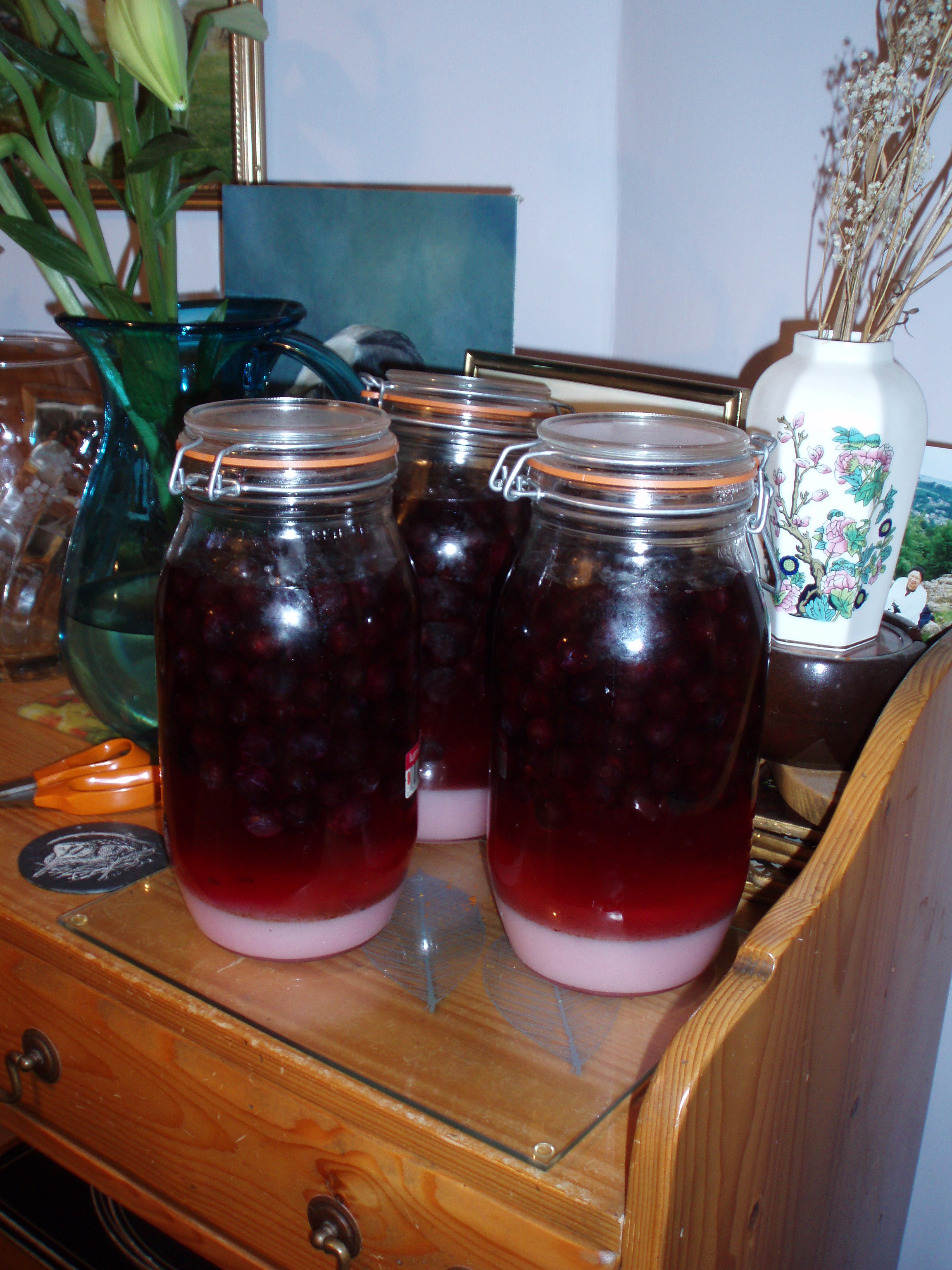
Domowego wyrobu nalewka na tarninie

Tarninówka – wódka owocowa, wytwarzana ze spirytusu rektyfikowanego, alkoholowego wyciągu (nalewu) z owoców tarniny i śliwy domowej oraz domieszek aromatyczno-smakowych, cukru i wody. Płyn jest klarowny o barwie brązowej, owocowym zapachu i cierpkim smaku. Wódka w ofercie handlowej zawierała ok. 40% alkoholu.